# Вільясаррасіно
Вільясаррасіно (ісп. Villasarracino) — муніципалітет в Іспанії, у складі автономної спільноти Кастилія-і-Леон, у провінції Паленсія. Населення — 168 осіб (2010).
Муніципалітет розташований на відстані близько 230 км на північ від Мадрида, 44 км на північ від Паленсії.

## Демографія
Динаміка населення (INE ):

## Галерея зображень

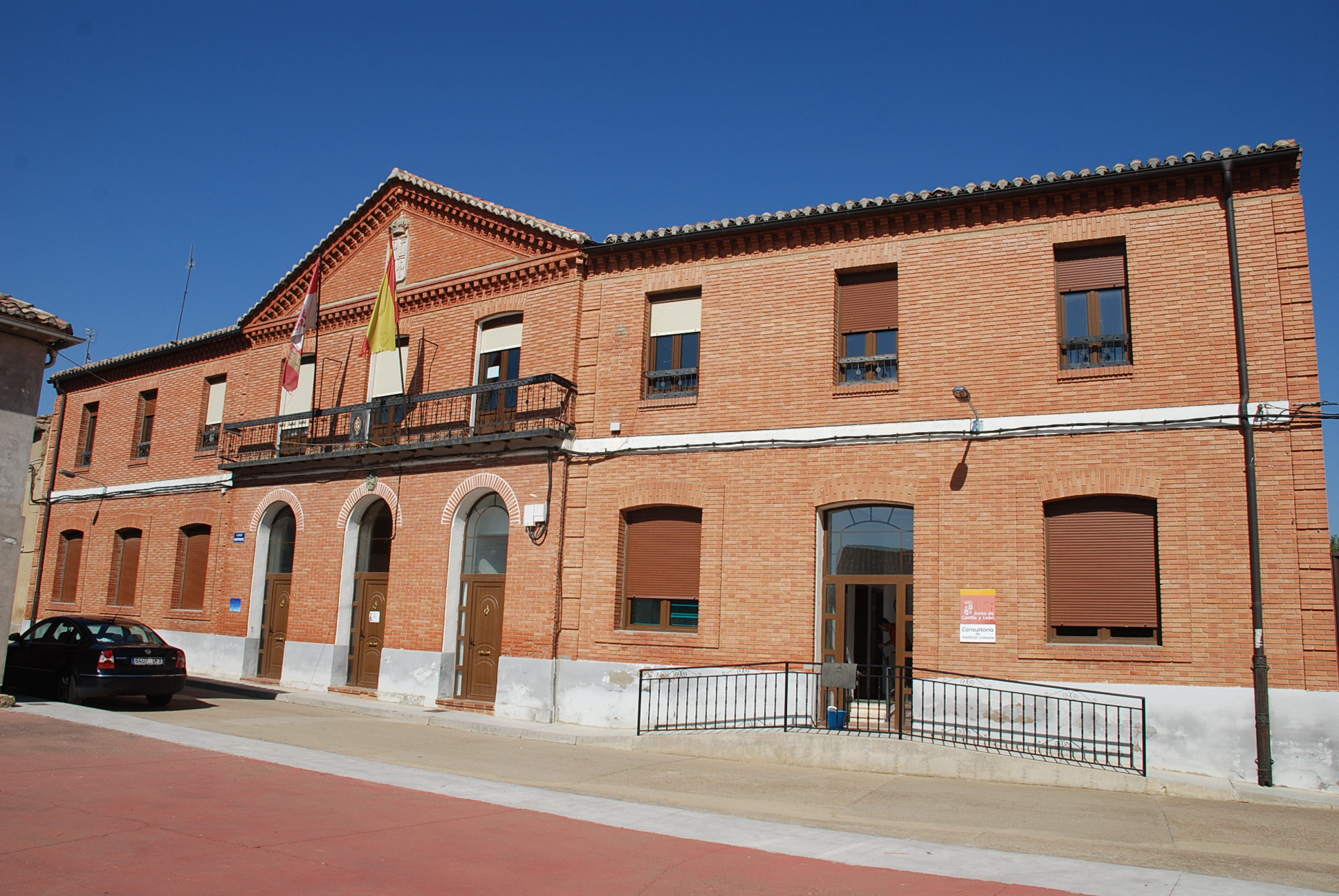
Муніципальна рада
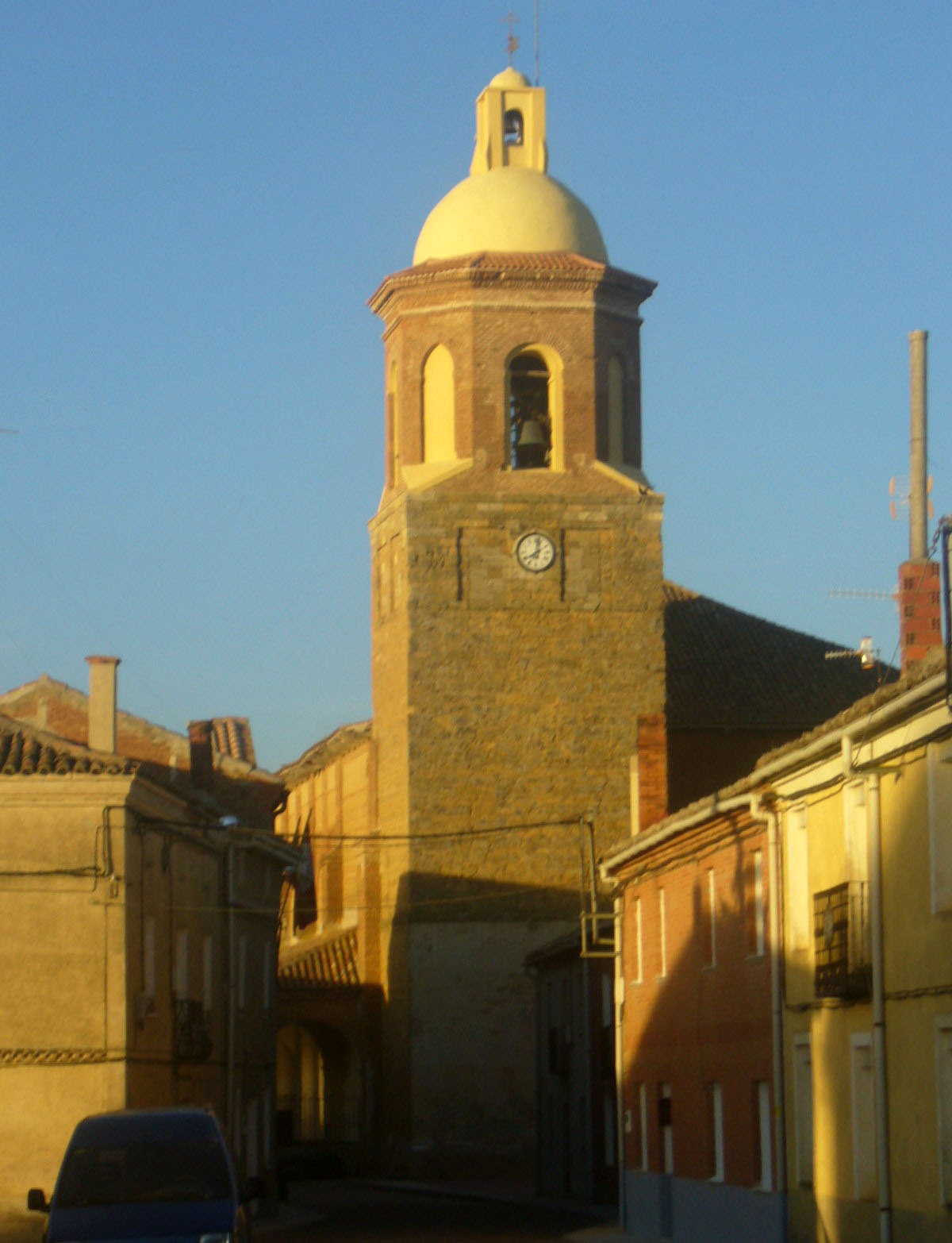
Церква Нуестра-Сеньйора-де-ла-Асунсьйон